# Ken Forssi
Ken Forssi, född 30 mars 1943 i Cleveland, Ohio, död 5 januari 1998 i Tallahassee, Florida, var en amerikansk musiker. Han var basist i gruppen Love under deras mest framgångsrika år 1966–1968.
Ken Forssi växte upp i Florida, men började studera konst i Los Angeles på 1960-talet. Han blev basist i The Surfaris 1964. 1965 träffade han Arthur Lee och de kom att bilda gruppen Love. Efter tre album splittrades originaluppsättningen av gruppen, och Lee fortsatte spela in musik med andra musiker. Forssi kom aldrig att spela med någon riktigt känd grupp igen och levde ett tillbakadraget liv fram till 1998 då han avled efter att ha drabbats av en hjärntumör.

## Diskografi (urval)
Studioalbum med Love
- 1966 – Love
- 1967 – Forever Changes
- 1967 – Da Capo

Samlingsalbum med Love (urval)
- 1980 – Best of Love
- 1998 – Various - Nuggets (Original Artyfacts From The First Psychedelic Era 1965-1968)
- 2000 – Love - The Last Wall Of The Castle